# ベーレンベルク山
ベーレンベルク山（Beerenberg）とは、ノルウェー領ヤンマイエン島の北部に存在する成層火山であり、活火山でもある。現在の山頂の標高は2,277メートルで、これはヤンマイエン島の最高峰に当たる。

## 概要
ベーレンベルク山は、おおよそ北緯71度4分36秒、西経8度9分52秒に位置しており、これは現在の地球の北半球の陸上に存在する活火山としては、最も緯度の高い場所に存在するものである

。
この山は成層火山であり、玄武岩質の溶岩と火山灰とが積み重なって形成されている。また、いくつもの噴石丘（cinder cone）が存在し、その側面の割れ目には噴気を上げている場所も見られる。なお、山頂には火口が存在し、その直径は約1キロメートルの大きさだが、これはほとんど氷で埋め尽くされてしまっている

。
火口の縁にはいくつもの頂があり、その中で一番標高の高い頂は火口の西側に存在し、ここの標高が2,277メートルである。そして、この山の斜面の大部分は氷で覆われており、ここを流れ降っているいくつかの氷河は、海に直接流れ込んでいる。それらの中で最も長い氷河がWeyprecht Glacierであり、この氷河は火口の縁の北西部から約6キロメートルに渡って流れ降り、直接海へと注いでいる。

## 噴火史
ベーレンベルク山は、記録に残っているだけで、1732年、1818年、1851年に噴火を起こしている

。
この他、山の側面から1970年、1973年、1985年に、それぞれ噴火を起こした。このうち1970年の噴火では、わずか1ヶ月弱の間にヤンマイエン島の面積が、約3平方キロメートル増えた。そして、この1985年の噴火が、現在のところ最後に起こった噴火である。

## ヤンマイエンホットスポット
大西洋上にはいくつかのホットスポットが存在することが知られており、このヤンマイエンホットスポット（Jan Mayen hotspot）も、そのようなホットスポットの1つである。ベーレンベルク山が存在するヤンマイエン島は、ヤンマイエンホットスポットの直上に存在しており、この活動によってヤンマイエン島は形成されたと考えられている。もちろんベーレンベルク山の火山活動もこのヤンマイエンホットスポットが関係していると考えられていて、この山は玄武岩質の溶岩を噴出し続けてきたと見られている。

## 登山史
1921年にWordie、Mercanton、Lethbridgeが初めて登頂したとされている

。